# Fiançailles

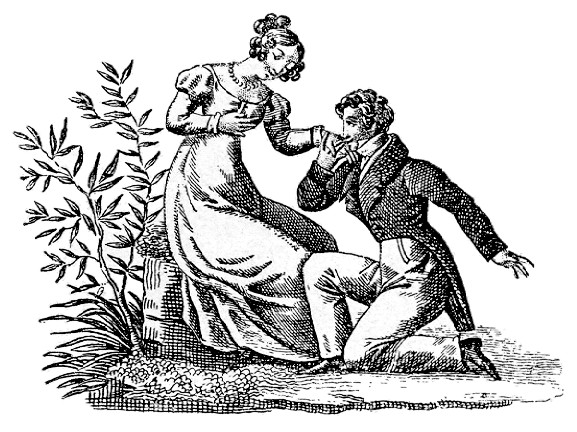
Une demande en mariage (1815).

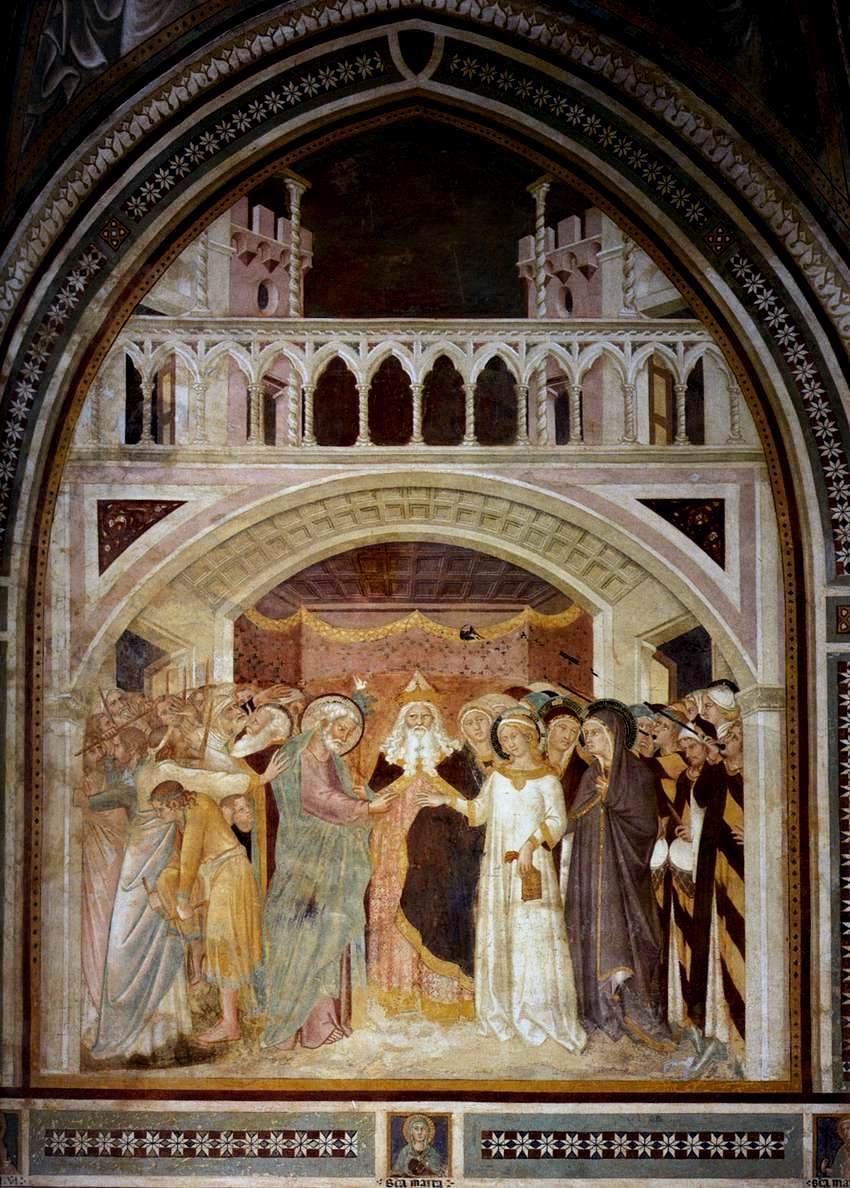
Les fiançailles de la Vierge, Lippo Vanni, 1360,.

Les fiançailles (tiré du latin confiare signifiant « confier à ») sont, pour un couple, une déclaration d'amour avec volonté de se marier. Le terme de fiançailles désigne le jour de cette déclaration, ainsi que le temps qui sépare ledit jour de celui du mariage. Ce n'est pas nécessairement un acte religieux. Une bague de fiançailles matérialise parfois cette décision.

## Histoire
Au Moyen Âge, lors des fiançailles, le couple échangeait un simple anneau sans pierre précieuse. En 1477, l’archiduc Maximilien offre une bague en diamants à sa promise, Marie de Bourgogne, fille de Charles le Téméraire ; ainsi commence la tradition des bagues de fiançailles.

## Tradition
En général, il s'agit de l'officialisation d'un projet de mariage pour des noces qui doivent se dérouler dans l'année qui suit les fiançailles. De nos jours, ce délai n'est plus vraiment respecté. Les fiançailles ne sont pas obligatoirement un acte religieux. Nombre de personnes non croyantes pratiquent ce rite, souvent devenu une tradition familiale.
Les fiançailles peuvent se faire sans mariage ensuite par un simple acte d’engagement.
Les fiançailles donnent fréquemment lieu à une fête pour laquelle les deux familles se rassemblent, en ayant une première occasion de se rencontrer et de se connaître, donnant ainsi une portée familiale au projet des fiancés.

### Juifs
Pour un article plus général, voir Torah.
Pour les juifs, les fiançailles liaient les futurs époux autant qu'un mariage. Ainsi, l'infidélité de la fiancée était puni par la lapidation des deux adultères, à l'instar des couples mariés. De même, en cas de viol, l'homme était lapidé si la femme était fiancée, mais contraint d'épouser la femme si elle n'était promise à personne. Ainsi, les commentateurs de la Réforme (ainsi que la plupart des mouvements chrétiens postérieurs) estiment que, dans les évangiles, Joseph ne cherche à répudier Marie en secret que pour lui épargner la lapidation,.
Cette loi comportait quelques nuances. Par exemple, si la fiancée était une esclave (son consentement n'était donc pas garanti), l'homme qui couchait avec elle ne devait verser qu'une indemnité puis offrir un sacrifice de réparation pour sa faute.

### Rome antique
François Joseph Michel Noël (1756-1841) et L. J. M. Carpentier, dans l'article Fiançailles de leur Nouveau Dictionnaire des origines, inventions et découvertes dans les arts, les sciences, paru en 1827, évoquaient la question des fiançailles en ces termes :

« Chez les anciens, dit M. Furgault, les promesses de mariage précédaient de quelques jours celui du mariage et des noces. Quand le père du jeune homme et celui de la fille étaient convenus entre eux de la dot, ils demandaient le consentement réciproque des deux futurs époux et l'unanimité entre tous les contractants faisait ordinairement les fiançailles. Cependant assez souvent on écrivait les articles et les conventions du mariage sur un registre public que chacun scellait de son cachet, comme le dit Juvénal. Cette espèce de contrat se passait la nuit, et quelquefois au point du jour. On se donnait de garde de faire les fiançailles dans des temps orageux ou nébuleux ; cela était de mauvais augure. La cérémonie finie, le fiancé donnait à la fiancée des arrhes qui consistaient en quelques pièces d'or ou d'argent ; peu après il lui envoyait un anneau de fer tout uni qu'elle portait au second doigt de la main gauche. Cet anneau s'appelait pronobum. On pouvait promettre ou fiancer une fille dès l'âge de dix ans ; mais il était défendu par les lois de la marier avant douze ans accomplis. »

.

### Église catholique
Les fiançailles, premier pas vers le mariage, inaugurent le temps du discernement en vue du mariage que les nouveaux fiancés commencent une préparation au mariage catholique.
Les fiançailles ne sont pas une étape de mariage, donc pas obligatoires, car ce qui constitue le mariage est le seul échange des consentements au cours de la célébration du mariage.
Pour éviter une assimilation au mariage, l'Église déconseille d'inclure les fiançailles dans le déroulement d'une messe, et conseille d'y procéder à la fin de la messe, pendant un office particulier ou dans une communauté paroissiale. Leur célébration ne nécessite pas la présence d’un prêtre. La participation de la famille des fiancés n'est pas obligatoire.
Lors du temps des fiançailles, plusieurs objectifs peuvent être poursuivis comme le discernement, la maturation du sentiment amoureux, le détachement progressif de la famille ainsi que plusieurs enjeux spirituels.
Les fiançailles ne sont pas, comme le mariage, indissolubles. On peut se fiancer autant de fois qu'on veut et tant qu'on a pas encore discerné, elles peuvent se prolonger sans limite de temps.
Toutefois, les fiançailles étaient jadis une pieuse coutume considérée comme pré-contractuelle du mariage. Ainsi, pour obtenir l'annulation de cet engagement, il était nécessaire d'en justifier auprès de l'officialité du diocèse. L'une des sentences les plus réputées[réf. nécessaire] a été prononcée par l’évêché de Luçon à la demande de deux catholiques vendéens qui, pour obtenir gain de cause, ont du attester qu'il n'y avait jamais eu entre les fiancés "aucune copulation charnelle, ni aucun acheminement à mariage autre que lesdites fiançailles". Les fiançailles devaient donc être une période d'observation dans l'abstinence.

## Législation

### France
Les fiançailles ne sont pas une institution civile. Elles ne sont définies ni administrativement ni juridiquement. Les fiançailles ne sont pas prévues par le code civil français. Le cas échéant, la communauté de vie entre les fiancés est assimilée au concubinage. La jurisprudence de la Cour de cassation reconnaît tout de même un effet juridique aux fiançailles, puisque leur rupture peut être vue à certaines conditions comme ouvrant à réparation sur le fondement de la responsabilité civile délictuelle.

### Québec (Canada)
Les fiançailles ne sont pas une institution juridique du Code civil du Québec (ci-après C.c.Q.). Si les fiancés vivent ensemble avant le mariage, ils sont qualifiés de conjoints de fait et ils n'ont pas alors de droits et devoirs entre époux; la loi les traite comme des étrangers qui ne sont tenus que de respecter les règles générales de responsabilité civile applicables à toute personne (art. 1457 C.c.Q.). Par contre, si les fiancés se sont faits des donations ou des promesses en vue du mariage, les règles du Code civil relatives aux promesses, ou donations peuvent néanmoins trouver application. Ces règles relatives aux promesses ou donations ne sont pas propres aux fiancés et visent des situations générales où une personne fait une promesse ou effectue une donation. Toutefois, contrairement aux promesses à caractère économique, une promesse de mariage n'est pas un engagement légal et en conséquence, une annulation de la promesse de mariage n'est pas une raison pour poursuivre quelqu'un.
Le Code civil prévoit cependant des règles relatives à la publication des bans qui visent surtout les futurs mariés. Il est nécessaire de faire une publication « 20 jours avant la date prévue pour la célébration d’un mariage, par voie d’inscription d’un avis sur le site Internet du directeur de l’état civil » (art. 368 C.c.Q.). L'article 369 C.c.Q. énonce le contenu de la publication de mariage. Lorsqu'une future célébration du mariage est censée se dérouler à l'étranger, l'organisme Éducaloi précise qu'il n'est pas nécessaire « de transmettre de document quelconque aux autorités québécoises pour que le mariage à l’étranger produise ses effets. Mais il est recommandé de fournir le document officiel émis par le pays étranger au registre de l’état civil du Québec. Cela facilite certaines démarches auprès des ministères et organismes québécois ».

### Suisse
En Suisse, au Moyen Âge et jusqu’au XVIe siècle, dans les milieu populaires, la consommation charnelle avait lieu immédiatement après les fiançailles, qui constituaient de fait le début du mariage. Cette coutume s’est prolongée dans les cantons protestants jusqu’à la fin du XVIIIe siècle.
Actuellement, le Code civil indique notamment : « Les fiançailles se forment par la promesse de mariage ».

## Dans la culture

### Chanson
- Le titre Le jour de nos fiançailles est interprété par le chanteur Gérald de Palmas. Il met en scène un couple interprété par Lou Gala et Anthony Bajon où ce dernier, militaire de profession, s'en va en guerre.

### Littérature
- Fiançailles, nouvelle de Marcel Aymé (1950).
- Un long dimanche de fiançailles, roman de Sébastien Japrisot (1991).

### Peinture

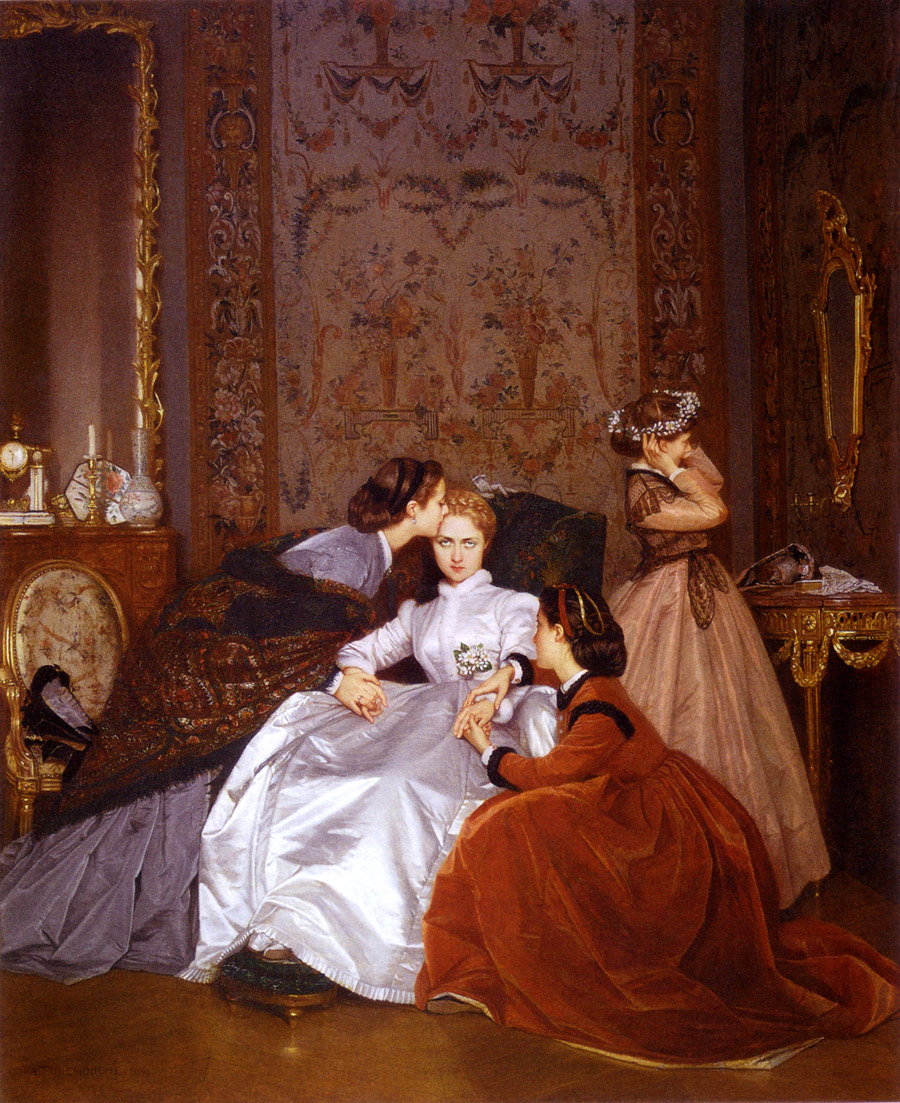
La Fiancée hésitante, Auguste Toulmouche, 1866

- La Fiancée hésitante, tableau de 1866 d'Auguste Toulmouche.